# Proechimys roberti
Proechimys roberti (щетинець Роберто) — вид гризунів родини щетинцевих, який зустрічається в центральній Бразилії. Його висотний діапазон сягає 1000 м над рівнем моря. Цей гризун населяє галерейний ліс у Серрадо. Дослідження показують, що вибір такого конкретного середовища проживання пов'язана з наявністю пальми Бабасу (Attalea speciosa) Каріотип: 2n=30, FN=56.

## Етимологія
Вид названо на честь Альфонса Роберта (фр. Alphonse Robert, дати не знайдено), французького колекціонера, особливо в Південній Америці, але і в інших частинах світу також. Він виступав помічником керівника експедиції на Мадагаскар між 1894 і 1896 роками. Він збирав зразки у Бразилії в 1901 році для Британського музею природної історії, і є стаття Томаса, яка називається On mammals of the Serra do Mar of Paraná, collected by Mr. Afonse Robert (1902). У 1903 році він був знову збирав зразки в Бразилії, і в цьому році він зібрав типовий зразок виду Callicebus barbarabrownae, шкура якого пролежала в музеї в Лондоні до 1990 року, коли зразок був описаний як новий таксон д-ром Філіпом Гершковіцем.

## Загрози та охорона
Південна та південно-східна частини його ареалу в Серрадо знаходиться під серйозною загрозою через розширення сільськогосподарських площ. Вид також стикається з додатковою загрозою у зв'язку з Трансамазонським шосе, а також лісозаготівлею і пожежами в Токантінсі. У північній частині діапазону загрози менші. Вид зустрічається в Національному парку Шапада-дус-Веадейрус і в Бразильському Національному Парку (пт.Parque Nacional de Brasília).